# Johannes Genske
Johannes Genske (* 31. Januar 1953 in Wesseling; † 27. Mai 2013 in Köln) war ein deutscher Unternehmer und Psychiatrie-Aktivist.

## Engagement für die Sozialistische Selbsthilfe Köln (SSK)
Genske absolvierte 1972 seinen Zivildienst im Verein „Sozialpädagogische Sondermaßnahmen Köln“, der sich seit 1974 „Sozialistische Selbsthilfe Köln“ (SSK) nennt. Genske engagierte sich im SSK gegen Missstände in den psychiatrischen Landeskliniken in Düren, Bonn und Brauweiler. Er beteiligte sich an Hausbesetzungen, um billigen Wohnraum zu erhalten. Wiederholt stand er vor Gericht. 1983 verließ er den SSK.

## Unternehmerische Tätigkeit
1986 gründete Genske in Köln „Biomöbel Genske“, das erste Kölner Einrichtungshaus für schadstofffreie Möbel. Seinen Kunden bot er an, einen Teil der Fahrtkosten zu erstatten, wenn sie mit Bus oder Bahn zum Möbelgeschäft fahren. Darauf erhielt er eine Abmahnung wegen unerlaubten Wettbewerbs. Der Rechtsstreit ging bis zum Bundesgerichtshof. Genske verlor den Prozess. Der Bundesrat sorgte später für eine Gesetzesänderung, die das Erstatten von Fahrkarten erlaubt. Die Wirtschaftspresse berichtete über Genske, nachdem die Deutsche Bank ihm einen Firmenkredit gekündigt hatte und er Stammkunden überzeugen konnte, als Stille Gesellschafter in sein Unternehmen einzusteigen. So gewann er Liquidität und konnte den Kredit zurückzahlen. Sein berufliches Wirken wurde mit mehreren Preisen ausgezeichnet. 2011 erhielt er den „Kölner Unternehmerpreis“.